# Joachimiten
Joachimiten sind die Anhänger der Prophetie des Joachim von Fiore († 1201), der für 1260 den Anbruch des „Zeitalters des Geistes“ verkündet hatte und damit eine bedeutende Rolle bei der Wiederbelebung älterer chiliastischer Ideen spielte. Es sollte auf das Zeitalter des Vaters und des Sohnes folgen und die verweltlichte Kirche in urchristliche Zustände zurückversetzen. Den Joachimiten galt anfänglich der staufische Kaiser Friedrich II., später der Papst als Antichrist. Der Joachimismus wurde von einer radikalen Richtung der Franziskaner übernommen, die sich 1230 vom Hauptstamm abgespalten hatte, um das ursprüngliche Armutsideal wieder zu verwirklichen und dadurch in offenen Widerspruch zur Kurie geriet. Auch durch die Scholastik wurden die joachimitischen Lehren abgelehnt. Bereits 1260 wurde die Lehre Joachims durch eine Synode in Arles verurteilt. Im 13. und 14. Jahrhundert wurden Joachimiten in Italien von der Inquisition verfolgt. Im 16. Jahrhundert stellte der Joachimismus die einzige wirkmächtige theologische Tradition dar, die ein kommendes Reich der Glückseligkeit für die Kirche innerhalb der Geschichte propagierte.